# Eugene Kennedy (Psychologe)

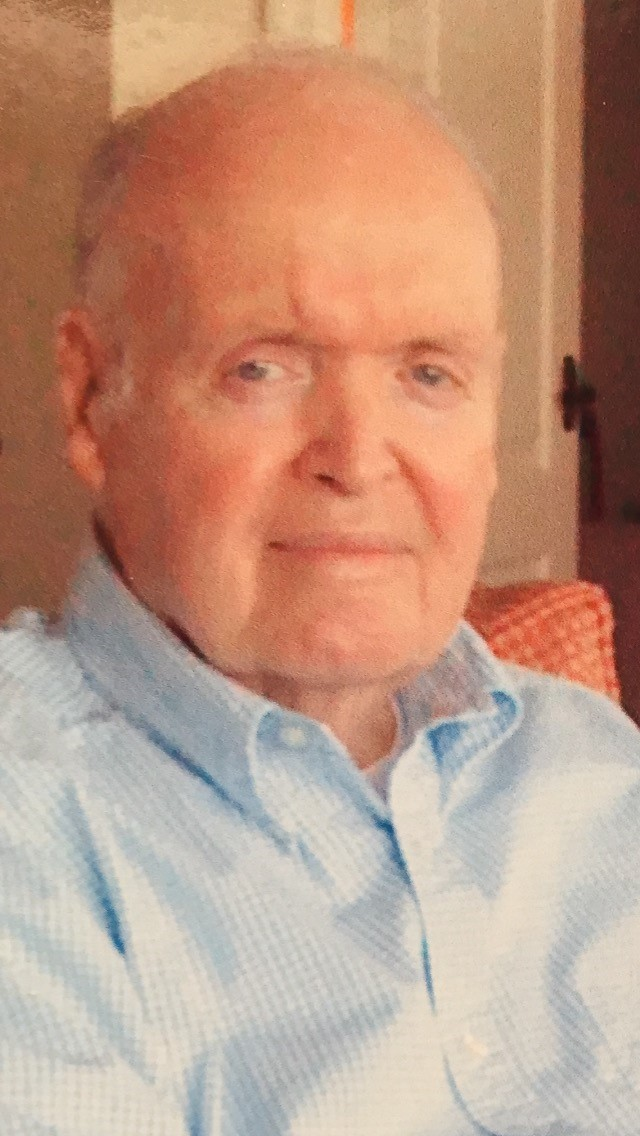
Eugene Kennedy

Eugene Cullen Kennedy (* 18. August 1928 in Syracuse (New York); † 3. Juni 2015) war ein US-amerikanischer Psychologe, Autor und laisierter römisch-katholischer Priester. Er hatte eine Professur für Psychologie an der Loyola University Chicago inne und leitete die dortige klinisch-psychiatrische Abteilung. Kennedy war Autor vieler Sachbücher über Psychologie und Religion sowie deren Zusammenhang und einiger literarische Werke.

## Leben
Eugene Kennedy wurde 1928 als Sohn von James Donald Kennedy und Gertrude Veronica Cullen geboren, irischen Immigranten der zweiten Generation. Im Jahre 1946 zog er nach Chicago. Dort erhielt er im Jahre 1950 am Maryknoll College seinen Bachelor of Arts. Am Maryknoll Seminary erhielt er 1953 einen Bachelor in Theologie und 1954 einen Master für Religionsunterricht. Kennedy trat in den Maryknoll-Missionsorden ein und wurde am 11. Juni 1955 zum Priester geweiht. Er lehrte am Maryknoll College von 1955 bis 1956. Dann begann er ein Studium der Psychologie an der Katholischen Universität von Amerika, wo er 1958 einen Master of Arts und 1962 einen Ph.D. erhielt. Er kehrte ans Maryknoll College zurück und lehrte dort bis 1969 Psychologie, um anschließend an der Fakultät für Klinische Psychologie an der Loyola University Chicago zu unterrichten.
Mitte der 1960er Jahre lag er wegen einer gefährlichen Herzbeutelentzündung im Spital, lernte dort die Maryknoll-Nonne und Psychiaterin Sara Charles kennen und freundete sich mit ihr an. Einige Jahre später leitete er eine Priester-Studie, bei der Charles mitwirkte. Etwa ein Jahrzehnt lebten die beiden zölibatär in tiefer Freundschaft. Mitte der 1970er geriet Charles unter Druck, da ihre Oberin verlangte, dass sie ihre psychiatrische Praxis aufgeben und sich im Orden um die medizinischen Belange der älteren Nonnen kümmern sollte. Im Oktober 1976 verklagte sie ein ehemaliger Patient, der nach einem missglückten Selbstmordversuch dauerhaft geschädigt war, auf 10 Millionen Dollar. In dieser Zeit begann eine neue Phase in der Beziehung von Kennedy und Charles. 1977 wurde Kennedy laisiert, worauf die beiden im September desselben Jahres heirateten. Drei Jahre später wurde Charles bei dem gegen sie angestrengten Prozess vollständig entlastet.
Kennedy wurde vielen Katholiken 1965 durch sein erstes, auch ins Deutsche übersetztes Buch The Genius of the Apostolate bekannt, welches er zusammen mit Paul F. D’Arcy schrieb. Für sein zweites Buch Fashion Me a People (1967) erhielt er den Catholic Book Award. Denselben Preis erhielt er für sein 1968 erschienenes drittes Buch Comfort My People. Mit seiner Frau zusammen schrieb er Defendant, das 1985 veröffentlicht wurde. Seinen ersten Roman Father’s Day veröffentlichte er 1981. Er wurde von der Chicago Literary Society mit dem Carl Sandburg Prize for Fiction ausgezeichnet. Sein Stück I Would be Called John basiert auf dem Leben von Johannes XXIII. 1978 veröffentlichte er mit Himself! eine Biographie über den ehemaligen Bürgermeister von Chicago Richard J. Daley.
Insgesamt schrieb er 39 Sachbücher, primär zu katholischen Themen und Psychologie sowie über Chicago, drei Romane, ein Theaterstück und viele Zeitungsartikel.

## Veröffentlichungen

### Sachbücher (Auswahl)
- (mit Paul F. D’Arcy): The Genius of the Apostolate, 1965
  - deutsche Ausgabe: Werden und Reifen des Priesters im Lichte der Psychologie, Räber, Luzern 1967
- Fashion Me a People, 1967
- Comfort My People, 1968
- (mit Sara Charles): Defendant, 1985
- In the Spirit, In the Flesh, 1971
- The Return to Man, 1973
- Believing, 1974
- Living With Loneliness, 1974
- On Becoming a Counselor, 1977
- Sexual Counseling, 1977
- St. Patrick’s Day with Mayor Daley, 1976
- Himself! The life and times of Mayor Richard J. Daley, 1978
- Authority: the most misunderstood idea in America, Free Press, New York 1997

### Literarische Werke
- Father’s Day, 1981
- Queen Bee, 1982
- Fixes, 1989
- I Would be Called John